# Râul Puturoasa, Olt
Râul Puturoasa este un curs de apă, afluent de dreapta al râului Olt.

## Afluenți
Râul Puturoasa nu are afluenți semnificativi pentru a fi notabili.